# Albert Ramos-Viñolas
Albert Ramos-Viñolas (* 17. ledna 1988 Barcelona) je španělský profesionální tenista hrající levou rukou. Ve své dosavadní kariéře na okruhu ATP Tour vyhrál tři singlové turnaje, s prvním triumfem na båstadském Swedish Open 2016. Na challengerech ATP a okruhu ITF získal jedenáct titulů ve dvouhře a jeden ve čtyřhře.
Na žebříčku ATP byl nejvýše ve dvouhře klasifikován v květnu 2017 na 17. místě a ve čtyřhře pak v březnu 2018 na 117. místě. Trénují jej krajané Jose Maria Diaz-Perez a Noe Losmozos.
Na grandslamu se ve dvouhře nejdále probojoval do čtvrtfinále antukového French Open 2016, kde podlehl švýcarskému obhájci titulu Stanu Wawrinkovi.
Ve španělském daviscupovém týmu debutoval v únoru 2013 singlovým utkáním světové skupiny proti Kanadě, v němž podlehl ve čtyřech setech Milosi Raonicovi. Už za rozhodnutého stavu nastoupil do poslední dvouhry proti Franku Dancevicovi, ve které ve dvou sadách zvítězil. Do září 2023 v soutěži nastoupil k pěti mezistátním utkáním s bilancí 6–2 ve dvouhře a 0–0 ve čtyřhře.
Španělsko reprezentoval na Letních olympijských hrách 2016 v Riu de Janeiru, kde v úvodním kole mužské dvouhry nestačil na japonskou turnajovou čtyřku a pozdějšího bronzového medailistu Keie Nišikoriho ve dvou setech.

## Osobní život
Narodil se do rodiny zubaře Guzmana a Leonor Ramosových. Tenis začal hrát v pěti letech kvůli svému otci, který v jeho rodném Mataru navštěvoval tenisové centrum. Má staršího bratra Eduarda Ramose a mladší sestru Annu. Jako preferovaný úder uvedl forhend a antuku za povrch. Ramos-Viñolas je fotbalový fanoušek katalánského klubu FC Barcelona.

## Finále na okruhu ATP Tour
| Legenda                       |
| ----------------------------- |
| D – dvouhra; Č – čtyřhra      |
| Grand Slam (0–0)              |
| Turnaj mistrů (0–0)           |
| ATP Tour Masters 1000 (0–1 D) |
| ATP Tour 500 (0–0)            |
| ATP Tour 250 (4–7 D; 0–1 Č)   |

| Tituly dle povrchu    |
| --------------------- |
| tvrdý (0–1 D)         |
| antuka (4–6 D; 0–1 Č) |
| tráva (0–0)           |
| koberec (0–0)         |

### Dvouhra: 12 (4–8)
| Stav      | č. | datum             | turnaj               | povrch | soupeř ve finále        | výsledek                |
| --------- | -- | ----------------- | -------------------- | ------ | ----------------------- | ----------------------- |
| Finalista | 1. | 15. dubna 2012    | Casablanca, Maroko   | antuka | Pablo Andújar           | 1–6, 6–7(5–7)           |
| Vítěz     | 1. | 17. července 2016 | Båstad, Švédsko      | antuka | Fernando Verdasco       | 6–3, 6–4                |
| Finalista | 2. | 2. října 2016     | Čcheng-tu, ČLR       | tvrdý  | Karen Chačanov          | 7–6(7–4), 6–7(3–7), 3–6 |
| Finalista | 3. | 5. března 2017    | São Paulo, Brazílie  | antuka | Pablo Cuevas            | 7–6(7–3), 4–6, 4–6      |
| Finalista | 4. | 23. dubna 2017    | Monte Carlo, Monako  | antuka | Rafael Nadal            | 1–6, 3–6                |
| Finalista | 5. | 11. února 2018    | Quito, Ekvádor       | antuka | Roberto Carballés Baena | 3–6, 6–4, 4–6           |
| Vítěz     | 2. | 29. července 2019 | Gstaad, Švýcarsko    | antuka | Cedrik-Marcel Stebe     | 6–3, 6–2                |
| Finalista | 6. | 4. srpna 2019     | Kitzbühel, Rakousko  | antuka | Dominic Thiem           | 6–7(0–7), 1–6           |
| Finalista | 7. | 28. února 2021    | Córdoba, Argentina   | antuka | Juan Manuel Cerúndolo   | 0–6, 6–2, 2–6           |
| Vítěz     | 3. | 2. května 2021    | Estoril, Portugalsko | antuka | Cameron Norrie          | 4–6, 6–3, 7–6(7–3)      |
| Vítěz     | 4. | 6. února 2022     | Córdoba, Argentina   | antuka | Alejandro Tabilo        | 4–6, 6–3, 6–4           |
| Finalista | 8. | 23. červenec 2023 | Gstaad, Švýcarsko    | antuka | Pedro Cachín            | 6–3, 0–6, 5–7           |

### Čtyřhra: 1 (0–1)
| Stav      | č. | datum             | turnaj          | povrch | spoluhráč      | soupeři ve finále             | výsledek         |
| --------- | -- | ----------------- | --------------- | ------ | -------------- | ----------------------------- | ---------------- |
| Finalista | 1. | 14. července 2013 | Båstad, Švédsko | antuka | Carlos Berlocq | Nicholas Monroe Simon Stadler | 2–6, 6–3, [3–10] |

## Finále na challengerech ATP
| Legenda – tituly           |
| -------------------------- |
| Challengery (7–6 D; 0–2 Č) |

### Dvouhra: 13 (7–6)
| Stav      | č.  | datum             | turnaj                          | povrch | soupeř ve finále     | výsledek      |
| --------- | --- | ----------------- | ------------------------------- | ------ | -------------------- | ------------- |
| Finalista | 1.  | 13. září 2009     | Sevilla, Španělsko              | antuka | Pere Riba            | 6–7(2–7), 2–6 |
| Finalista | 2.  | 27. září 2009     | Palermo, Itálie                 | antuka | Adrian Ungur         | 4–6, 4–6      |
| Vítěz     | 3.  | 22. srpna 2010    | San Sebastián, Španělsko        | antuka | Benoît Paire         | 6–4, 6–2      |
| Vítěz     | 4.  | 11. září 2010     | Sevilla, Španělsko              | antuka | Pere Riba            | 6–3, 3–6, 7–5 |
| Vítěz     | 5.  | 19. června 2011   | Milán, Itálie                   | antuka | Jevgenij Koroljov    | 6–4, 3–0skreč |
| Finalista | 6.  | 27. června 2011   | Turín, Itálie                   | antuka | Carlos Berlocq       | 4–6, 3–6      |
| Vítěz     | 7.  | 21. srpna 2011    | San Sebastián, Španělsko        | antuka | Pere Riba            | 6–1, 6–2      |
| Vítěz     | 8.  | 22. června 2014   | Milán, Itálie                   | antuka | Pere Riba            | 6–3, 7–5      |
| Finalista | 9.  | 29. června 2014   | Padova, Itálie                  | antuka | Máximo González      | 3–6, 4–6      |
| Vítěz     | 10. | 7. září 2014      | Ženeva, Itálie                  | antuka | Mate Delić           | 6–1, 7–5      |
| Finalista | 11. | 14. září 2014     | Banja Luka, Bosna a Hercegovina | antuka | Viktor Troicki       | 5–7, 6–4, 5–7 |
| Finalista | 12. | 28. září 2014     | Kenitra, Maroko                 | antuka | Daniel Gimeno-Traver | 3–6, 4–6      |
| Vítěz     | 13. | 19. července 2015 | San Benedetto, Itálie           | antuka | Alessandro Giannessi | 6–2, 6–4      |

### Čtyřhra: 2 (0–2)
| Stav      | č. | datum          | turnaj                   | povrch | spoluhráč  | soupeři ve finále               | výsledek      |
| --------- | -- | -------------- | ------------------------ | ------ | ---------- | ------------------------------- | ------------- |
| Finalista | 1. | 16. srpna 2009 | Vigo, Španělsko          | antuka | Pedro Clar | Thiemo de Bakker Raemon Sluiter | 6–7(5–7), 2–6 |
| Finalista | 2. | 23. srpna 2009 | San Sebastián, Španělsko | antuka | Pedro Clar | Jonathan Eysseric Romain Jouan  | 5–7, 3–6      |

## Postavení na konečném žebříčku ATP

### Dvouhra
| Rok    | 2004  | 2005    | 2006   | 2007   | 2008   | 2009   | 2010   | 2011  | 2012  | 2013  | 2014  | 2015  | 2016  | 2017  | 2018  | 2019  | 2020  | 2021  | 2022  |
| Pořadí | 1447. | ▲ 1254. | ▲ 779. | ▲ 707. | ▲ 452. | ▲ 168. | ▲ 123. | ▲ 66. | ▲ 51. | ▼ 82. | ▲ 63. | ▲ 54. | ▲ 27. | ▲ 23. | ▼ 65. | ▲ 41. | ▼ 46. | ▲ 45. | ▼ 39. |

### Čtyřhra
| Rok    | 2006  | 2007    | 2008   | 2009   | 2010   | 2011   | 2012   | 2013   | 2014 | 2015   | 2016   | 2017   | 2018   | 2019   | 2020   | 2021 | 2022 |
| Pořadí | 1467. | ▲ 1097. | ▲ 618. | ▲ 433. | ▼ 493. | ▼ 548. | ▲ 354. | ▼ 207. | ▼ —  | ▲ 603. | ▲ 578. | ▲ 150. | ▼ 328. | ▲ 292. | ▼ 501. | —    | 331. |